# Метью
Метью, Меттю або Меф'ю (англ. Matthew) — англійське ім'я. В українській мові — Матвій.
Скорочено вживається Мет або Метт.
На думку доктора Богдана Ажнюка:
|  | Імена Matthew і Matt пов’язані між собою спільним походженням, але в плані іншомовного відтворення мають відмінну орфографічну інтерпретацію. В імені Matthew буквосполучення -tth- виступає як єдина графема, що передає звук [θ], а не звукосполучення [tθ] (див. Webster’s Third New International Dictionary of the English Language. Unabridged . – Springfield, Mass., 1981. – P.1394; Jones. D. Everyman’s English Pronouncing Dictionary. – London, New York, 1958.- p.). Тому це слово передається українською мовою як Метью. Ім’я Matt має передаватися як Метт (§89.3 УП), оскільки провідну роль грає не звукова (в англійській мові подвоєння літер, що позначають приголосні звуки, зазвичай не означає їх подовженої вимови), а графічна форма слова. Це дає змогу ідентифікувати англомовні прототипи на зразок Bret – Brett, Mat – Matt тощо. |